# Thienemanniella mallochi
Thienemanniella mallochi är en tvåvingeart som beskrevs av James E. Sublette 1970. Thienemanniella mallochi ingår i släktet Thienemanniella och familjen fjädermyggor. Inga underarter finns listade i Catalogue of Life.